# Chế độ quân chủ Trung Quốc

Lãnh thổ ước đoán do các chế độ quân chủ Trung Quốc cai trị trong suốt chiều dài lịch sử

Trung Quốc là một nước quân chủ từ thời tiền sử cho đến tận năm 1912, khi cuộc Cách mạng Tân Hợi lật đổ nhà Thanh, thay thế triều đại này bằng nhà nước Trung Hoa Dân Quốc. Sự kế vị của các vị quân chủ thần thoại Trung Quốc không mang tính thế tập. Triều đại cai trị đầu tiên là nhà Hạ được thành lập bởi Hạ Vũ và con trai ông là Hạ Khải vào khoảng năm 2070 TCN. Kể từ đó, các triều đại cai trị nối tiếp nhau tồn tại cho đến năm 1912, khi triều đại cuối cùng tiêu tùng cùng chế độ quân chủ.
Chế độ quân chủ Trung Quốc mang dáng dấp của hình thức quân chủ chuyên chế, mặc dù quyền lực thực tế của nhà cai trị phụ thuộc và khả năng củng cố sự cai trị của chính họ và nhiều yếu tố khác nữa. Suốt những thời kỳ chính trị thiếu thống nhất, Trung Quốc nằm dưới sự cai trị của nhiều triều đại cạnh tranh – cai quản những vùng đất khác nhau trên khắp đất nước và đều tuyên bố độc quyền văn hóa Trung Hoa chính thống. Trong những trường hợp như vậy, nhiều hơn một chế độ quân chủ Trung Quốc cùng tồn tại đồng thời. Trong lịch sử Trung Quốc, các chế độ quân chủ sở hữu những vị quân chủ gốc Hán hoặc không phải gốc Hán.

## Phạm vi của chế độ quân chủ Trung Quốc
Chế độ quân chủ Trung Quốc ban đầu được thiết lập dọc theo sông Hoàng Hà và sông Dương Tử ở Trung Quốc bản thổ. Nó mở rộng phạm vi khi các triều đại Trung Quốc khác nhau bành trướng lãnh thổ.
Ở nhiều thời điểm khác nhau, chế độ quân chủ Trung Quốc kiểm soát Trung Quốc (bao gồm Hải Nam, Ma Cao và Hồng Kông), Đài Loan, Mãn Châu (cả Nội Mãn lẫn Ngoại Mãn), Sakhalin, Mông Cổ (cả Nội Mông lẫn Ngoại Mông), Việt Nam, Tây Tạng, Tân Cương, các vùng đất thuộc Trung Á, Bán đảo Triều Tiên, Afghanistan và Siberia.
Chế độ quân chủ Trung Quốc đạt đến phạm vi kiểm soát lãnh thổ cực đại dưới thời nhà Nguyên hoặc có thể là nhà Thanh, tùy theo nguồn tư liệu lịch sử. Sự thiếu minh bạch này chủ yếu là do đường biên giới phía bắc không rõ ràng của nhà Nguyên: một số nguồn mô tả nó nằm ngay phía bắc bờ bắc hồ Baikal, số khác lại cho là nó phải kéo dài tới tận bờ biển Bắc Băng Dương. Trong khi đó, biên giới nhà Thanh đã được phân định và củng cố thông qua một loạt hiệp ước quốc tế, và do đó được xác định một cách rõ ràng hơn hẳn. Ở những năm tháng thịnh vượng nhất, tổng diện tích lãnh thổ mà nhà Thanh kiểm soát lên tới hơn 13 triệu km².
Ngoài việc thực hiện quyền kiểm soát trực tiếp đối với phần lãnh thổ Trung Quốc, chế độ quân chủ Trung Quốc còn duy trì quyền bá chủ thông qua một hệ thống triều cống. Hệ thống triều cống Trung Quốc tồn tại từ thời Tây Hán cho tới tận thế kỷ 19, khi Chủ nghĩa Trung Quốc trung tâm sụp đổ.

## Sự sụp đổ của chế độ quân chủ Trung Quốc
Ngày 10 tháng 10 năm 1911, Khởi nghĩa Vũ Xương bùng nổ ở thành phố Vũ Hán ngày nay, đánh dấu điểm khởi đầu của cuộc Cách mạng Tân Hợi. Dưới sự lãnh đạo của Đồng Minh Hội, tiền thân của Quốc Dân Đảng, Cách mạng Tân Hợi nhanh chóng lan sang nhiều vùng miền khác trên khắp Trung Quốc. Ngày 1 tháng 1 năm 1912, Tôn Trung Sơn tuyên bố thành lập Trung Hoa Dân Quốc ở Nam Kinh. Ngày 12 tháng 2 năm 1912, Tuyên Thống Đế thoái vị, đặt dấu chấm hết cho nhà Thanh và chế độ quân chủ Trung Quốc.
Quốc khánh Trung Hoa Dân Quốc được tổ chức ở Đài Loan ngày nay để kỷ niệm cho ngày Khởi nghĩa Vũ Xương. Nó cũng từng được tổ chức chính thức ở Trung Quốc đại lục từ năm 1912 đến năm 1949 trước khi Trung Hoa Dân Quốc phải di dời đến Đài Loan.

## Chủ nghĩa quân chủ ở Trung Quốc sau sự sụp đổ của chế độ quân chủ
Trong và sau cuộc Cách mạng Tân Hợi, đã có nhiều nỗ lực phục hồi chế độ quân chủ Trung Quốc. Tuy nhiên, tất cả rốt cuộc đều thất bại.

### Trao hoàng quyền cho Diện Thánh công hoặc Diên Ân hầu
Trong cuộc Cách mạng Tân Hợi, đã có nhiều đề xuất ủng hộ việc thay thế nhà Thanh do người Mãn lãnh đạo bằng một triều đại mới của người Hán. Khổng Lệnh Di (孔令貽), hậu duệ đời thứ 76 của Khổng Tử và là người đang nắm giữ tước hiệu Diện Thánh công, được Lương Khải Siêu xác định là người kế thừa ngai vàng tiềm năng. Trong khi đó, giới thân sĩ ở An Huy và Hà Bắc lại ủng hộ việc phục hưng nhà Minh với hoàng đế là Chu Dục Huân (朱煜勳), một Diên Ân hầu. Cả hai cái tên kể trên đều không thể lên ngôi hoàng đế.

### Đế quốc Trung Hoa
Năm 1915, Viên Thế Khải tuyên bố thành lập Đế quốc Trung Hoa. Điều này nhanh chóng châm ngòi cho cuộc Chiến tranh hộ quốc và đế quốc bị xóa sổ chỉ sau ba tháng tồn tại.  

### Đinh Tỵ phục tích
Năm 1917, trung thần nhà Thanh Trương Huân đưa Phổ Nghi trở lại ngai vàng. Nỗ lực phục hưng nhà Thanh, được biết tới với cái tên Đinh Tỵ phục tích, chỉ kéo dài đúng 12 ngày.

### Mãn Châu Quốc
Nhà nước bù nhìn Mãn Châu Quốc được Nhật Bản thành lập ở Đông Bắc Trung Quốc vào năm 1932. Nó sớm trở thành chế độ quân chủ với Phổ Nghi là hoàng đế vào năm 1934. Năm 1945, Mãn Châu Quốc sụp đổ sau khi Liên Xô xâm lược Mãn Châu và Nhật Bản đầu hàng vô điều kiện.

## Những người mạo nhận ngai vàng
Sau đây là danh sách những người mạo nhận ngai vàng Trung Quốc bị phế truất, đến từ gia tộc Ái Tân Giác La, gia tộc cai trị nhà Thanh và Mãn Châu Quốc.
| Người mạo nhận                        | Giai đoạn                       | Vai trò |
| ------------------------------------- | ------------------------------- | --- |
| Ái Tân Giác La Phổ Nghi 愛新覺羅·溥儀 | 1912–1917; 1917–1934; 1945–1967 | Hoàng đế nhà Thanh (1908–1912). Một lần nữa trở thành Hoàng đế nhà Thanh (1917). Hoàng đế Mãn Châu Quốc (1934–1945). |
| Ái Tân Giác La Dục Nham 愛新覺羅·毓嵒 | 1950–1999                       | Người mạo nhận đối thủ.                                                                                              |
| Ái Tân Giác La Phổ Kiệt 愛新覺羅·溥傑 | 1967–1994                       | |
| Ái Tân Giác La Phổ Nhậm 愛新覺羅·溥任 | 1994–2015                       | |
| Kim Dục Chướng 金毓嶂                 | 2015–nay                        | |

## Sưu tập

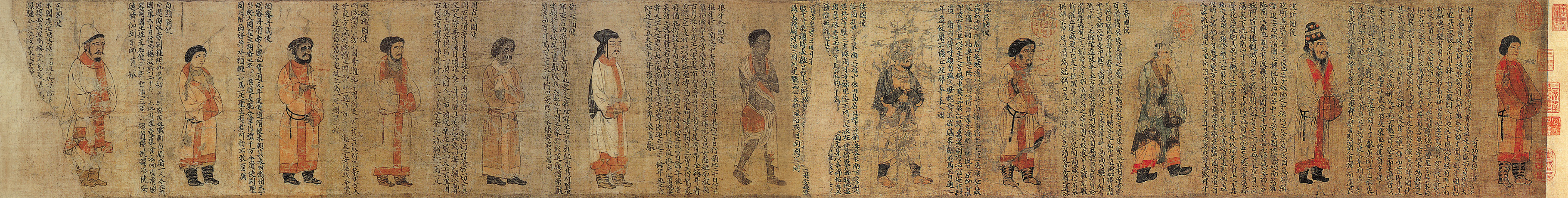
Bức tranh Chức cống đồ minh họa các sứ thần nước ngoài ở Trung Quốc thời nhà Lương.
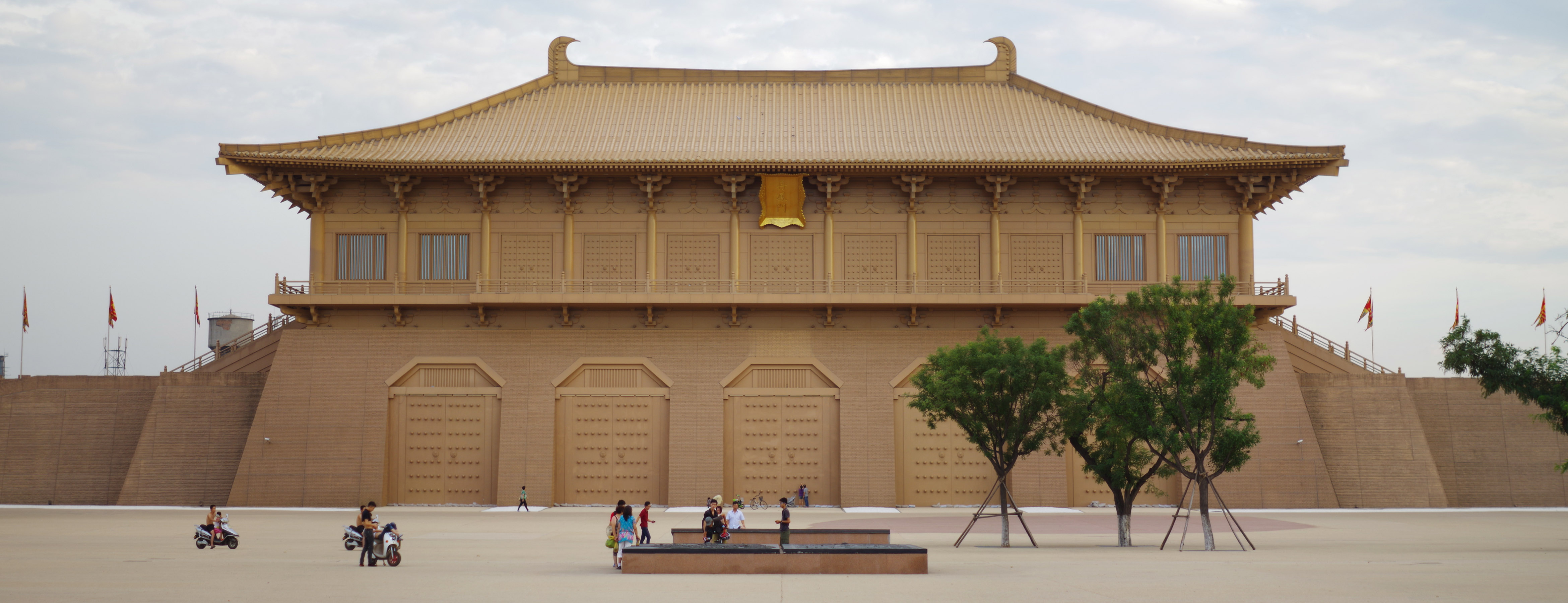
Công trình phục dựng cổng Đăng Phong thuộc Đại Minh cung, quần thể cung điện hoàng gia thời nhà Đường.
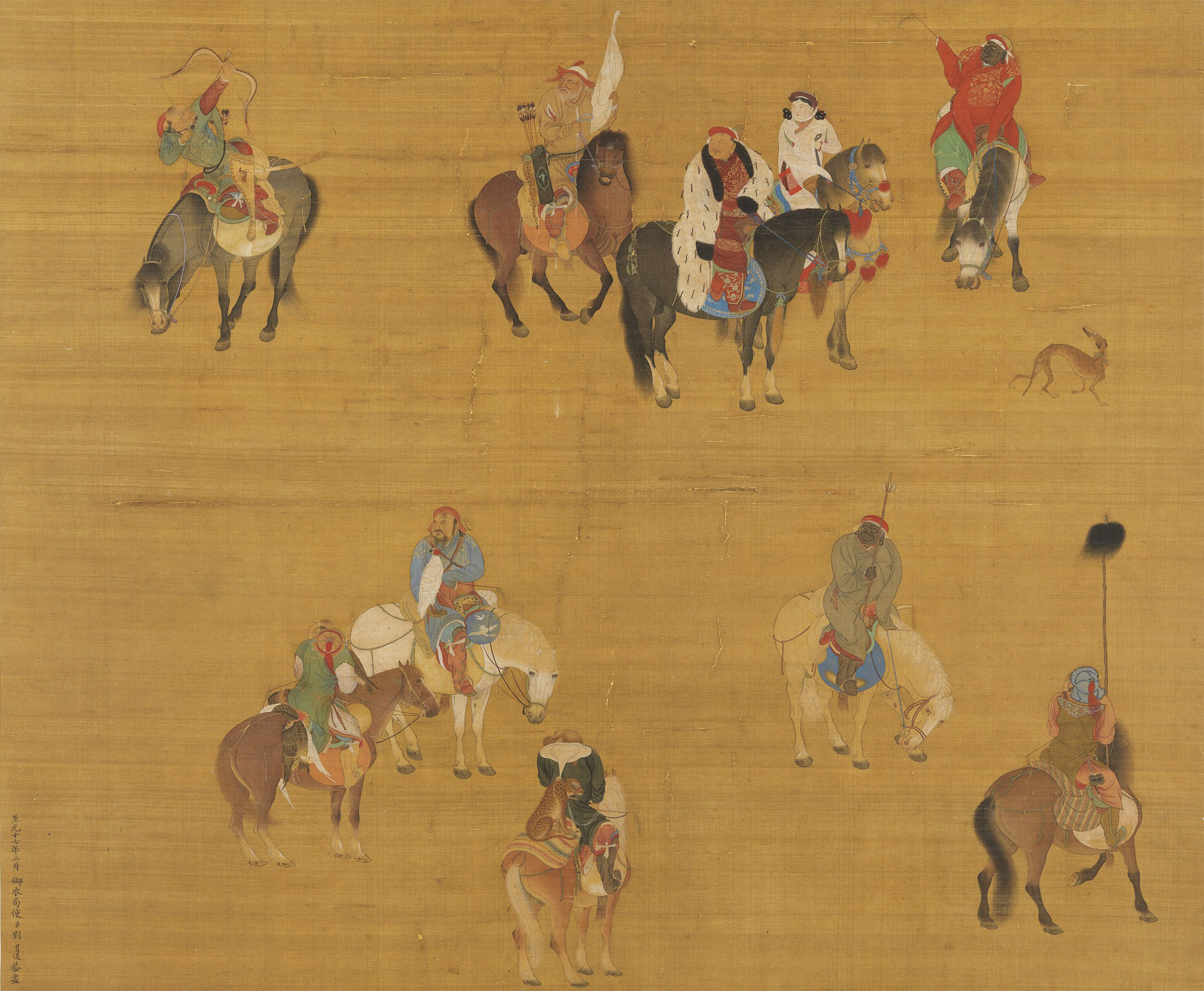
Một bức tranh của Lưu Quán Đạo miêu tả Nguyên Thế Tổ trong một chuyến săn bắn.
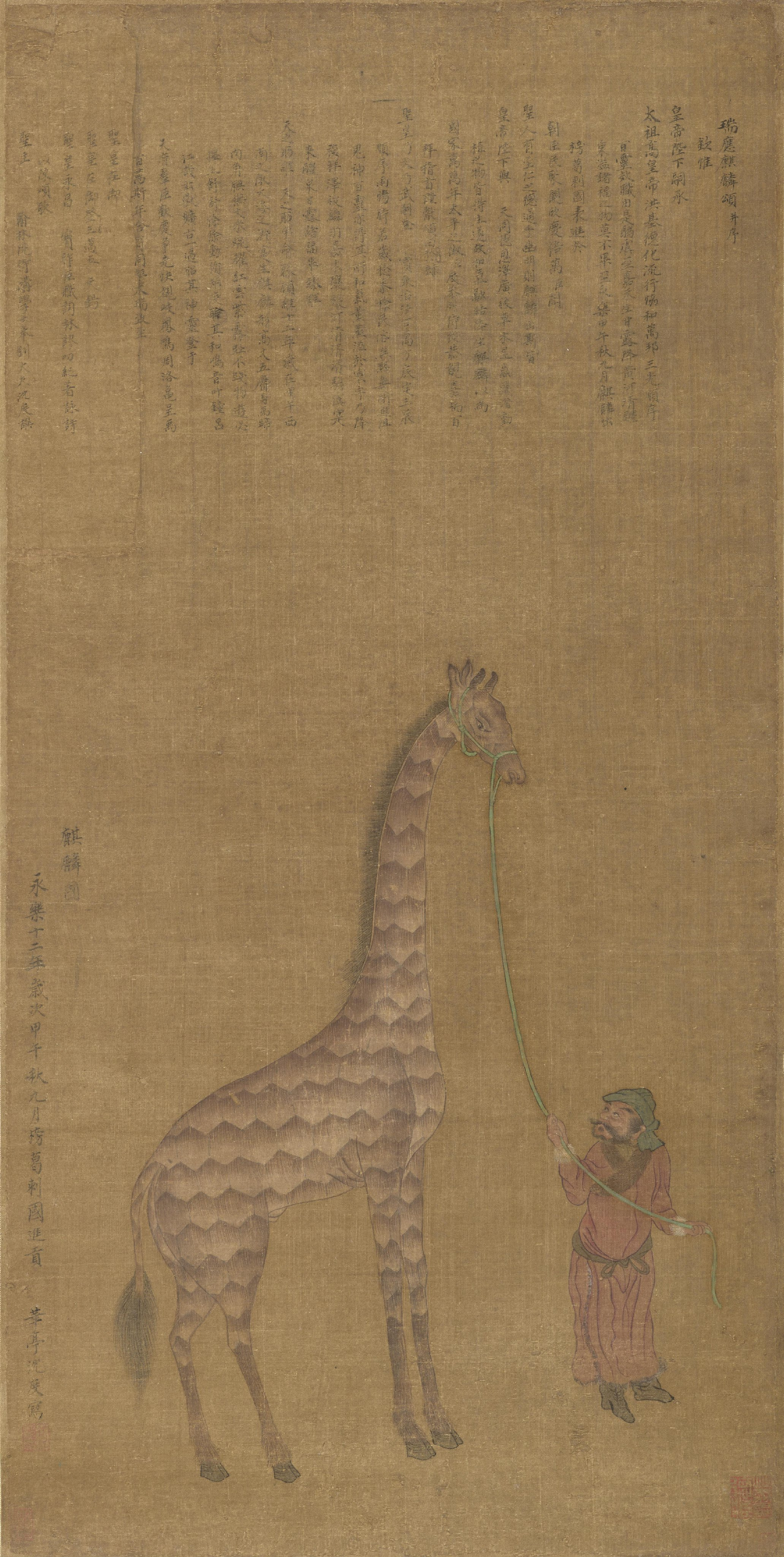
Một sứ thần người Bengal tặng một con hươu cao cổ làm quà triều cống dưới danh nghĩa Sultan Saifuddin Hamza Shah của Bengal cho Minh Thành Tổ.
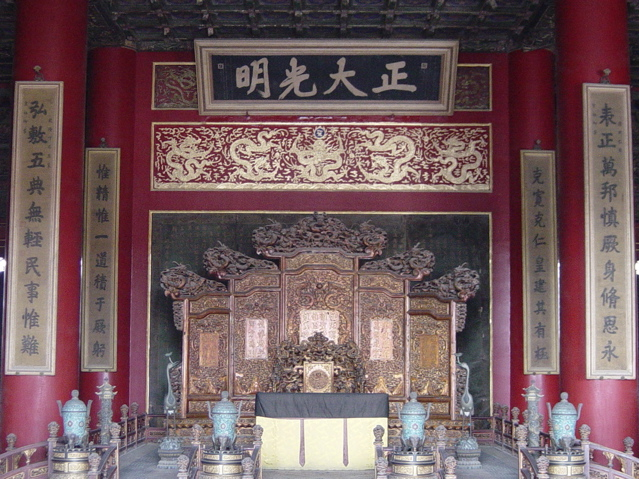
Ngai rồng ở Càn Thanh cung trong Tử Cấm thành là biểu tượng cho quyền lực của các đế quốc Trung Hoa. Nó cũng có thể được sử dụng một cách hoán dụ để chỉ chế độ quân chủ Trung Quốc.
Quốc tỷ của nhà Thanh.